# Orgilus turkmenus
Orgilus turkmenus är en stekelart som beskrevs av Telenga 1933. Orgilus turkmenus ingår i släktet Orgilus och familjen bracksteklar. Inga underarter finns listade i Catalogue of Life.